# Saint-Georges-de-Chesné
Saint-Georges-de-Chesné is een plaats en voormalige gemeente in het Franse departement Ille-et-Vilaine in de regio Bretagne en telt 470 inwoners (2004). De plaats maakt deel uit van het arrondissement Fougères-Vitré.

## Geschiedenis
Saint-Georges-de-Chesné is op 1 januari 2019 gefuseerd met de gemeenten Saint-Jean-sur-Couesnon, Saint-Marc-sur-Couesnon en Vendel  tot de gemeente Rives-du-Couesnon. 

## Geografie
De oppervlakte van Saint-Georges-de-Chesné bedraagt 11,6 km², de bevolkingsdichtheid is 40,5 inwoners per km².
De onderstaande kaart toont de ligging van Saint-Georges-de-Chesné met de belangrijkste infrastructuur en aangrenzende gemeenten.

## Demografie
Onderstaande figuur toont het verloop van het inwonertal (bron: INSEE-tellingen).

Saint-Georges-de-Chesné · Saint-Jean-sur-Couesnon · Saint-Marc-sur-Couesnon · Vendel